# Aedes taeniorhynchus
Aedes taeniorhynchus, o el mosquito negro de las marismas es un mosquito de la familia Culicidae. Es portador del virus encefalíticos, incluida la encefalitis equina venezolana y transmite la Dirofilaria immitis. Reside en América y es conocido por picar mamíferos, reptiles y aves. Como otros mosquitos, Aedes taeniorhynchus. Los adultos de taeniorhynchus sobreviven con una dieta combinada de sangre y azúcar, y las hembras generalmente requieren una ingestión de sangre antes de poner huevos.
Este mosquito ha sido estudiado para investigar su desarrollo, marcadores fisiológicos y patrones de comportamiento, incluidos los ciclos periódicos de picadura, vuelo y enjambre. Esta especie se caracteriza por desarrollarse en ciclos periódicos, con alta sensibilidad a la luz y los patrones de vuelo que dan como resultado frecuencias específicas de aleteo que permiten tanto la detección de especies como la distinción de sexos.
Aedes taeniorhynchus es conocido por ser una plaga para los humanos y los mecanismos para controlar Ae. Se han desarrollado poblaciones de taeniorhynchus. Estados Unidos ha gastado millones de dólares para controlar y contener Ae. taeniorhynchus.

## Taxonomía
El entomólogo alemán Christian Rudolph Wilhelm Wiedemann describió al Aedes taeniorhynchus. (Ochlerotatus) en 1821. Los nombres alternativos de la especie incluyen Culex taeniorhynchus (Wiedemann, 1821), Ochlerotatus taeniorhynchus (Wiedemann, 1821) y Culex damnosus (Say 1823). Aedes niger, también conocida como Aedes portoricensis, es una subespecie de Ae. taeniorhynchus. Se puede identificar por su última articulación tarsiana posterior, que es mayoritariamente negra en lugar de bandas blancas. Reside en Florida y puede migrar hasta 95 millas (153 km). El análisis de datos de microsatélites sobre los genes de Ae. taeniorhynchus que vive en las Islas Galápagos muestra una diferenciación genética entre las poblaciones de mosquitos costeros y de las tierras altas. Los datos indican un flujo mínimo de genes entre las poblaciones que solo ocurre durante los períodos de mayor precipitación. Las diferencias genéticas sugieren que las diferencias de hábitat llevaron a impulsar la adaptación y la divergencia en las especies, lo que eventualmente condujo a una futura especiación. Los mosquitos de las tierras altas tienen características poblacionales características de un efecto fundador debido a una baja diversidad genética que se manifiesta como una baja heterocigosidad y una baja riqueza alélica, que puede haber resultado de la latencia de los huevos durante los períodos de sequía.

## Descripción

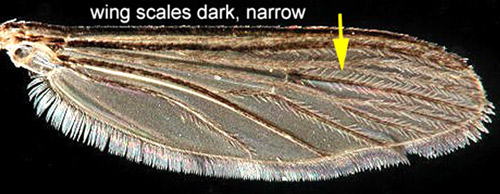
Aedes taeniorhynchus ala adulta

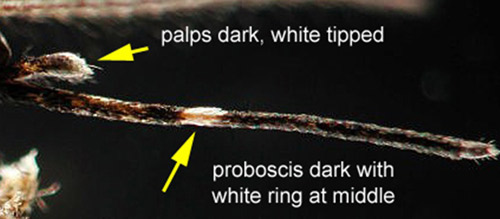
Aedes taeniorhynchus probóscide adulto

Los adultos de aedes taeniorhynchus son en su mayoría negros con áreas de bandas blancas. Aparece una sola banda blanca en el centro de la probóscide, varias bandas blancas abarcan los extremos distales de las patas siguiendo las articulaciones de las patas y las últimas articulaciones de las patas traseras están completamente coloreadas de blanco. Las alas de taeniorhynchus son largas y estrechas con venas escamosas. La investigación experimental de la coloración evolutiva de Ae. taeniorhynchus arrojó resultados negativos. Los mosquitos criados en condiciones de oscuridad, fondos de color negro, blanco o verde y condiciones de iluminación de luz fluorescente o luz solar, no mostraron cambios de color en el cuerpo graso ni en la cápsula de la cabeza, silla de montar o sifón. Se sugiere que esta falta de coloración críptica se debe a la falta de amenaza para la especie; debido a que el hábitat de la especie es una fuente de agua temporal utilizada para el crecimiento de las larvas, este entorno temporal tiene pocos depredadores y relativamente poco peligro.
Los machos y las hembras se pueden distinguir en función de sus antenas: los machos tienen antenas plumosas (parecidas a plumas) mientras que las antenas de las hembras tienen escaso pelo.

### Detección de ruido
Los enjambres del aedes taeniorhynchus pueden detectarse a través del sonido. Los ruidos con frecuencias entre 0,3-3,4 kHz a un nivel de sonido de 21 dB se pueden detectar a una distancia de 10 a 50 m. Se puede escuchar un mosquito individual a una distancia de 2 a 5 cm cuando el nivel de sonido aumenta a 22-25 dB. Los mosquitos machos y hembras también se pueden distinguir por sus frecuencias de aleteo, que son de 700 a 800 Hz para los machos y de 400 a 500 Hz para las hembras. Como resultado, los sonidos de vuelo se utilizan para determinar la actividad de vuelo y distinguir el sexo de los grupos.

### Microbioma
Los mosquitos aedes tienen un microbioma característico que modula los efectos de la dieta. Se informa que la composición del microbioma difiere entre machos y hembras en los mosquitos aedes, como aedes albopictus y aedes aegypti. Es decir, en un aedes albopictus, los machos se alimentan de néctar para adquirir actinobacteria, mientras que las hembras contienen proteobacteria (como enterobacteriaceae) que median los niveles de estrés redox causado por la ingesta de sangre.

### Especies similares

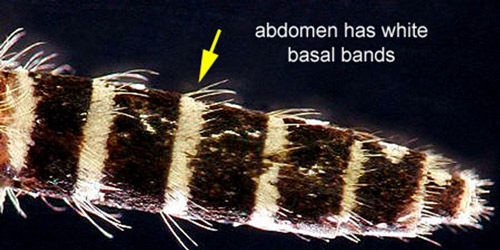
El abdomen adulto del Aedes taeniorhynchus

Las principales distinciones físicas entre aedes taeniorhynchus y otras especies provienen de las bandas blancas que cubren varias partes del cuerpo a lo largo de aedes taeniorhynchus. La especie, como otros mosquitos aedes, exhibe bandas basales del abdomen, pero el aedes taeniorhynchus también exhibe palpos de punta blanca y un anillo central blanco en la probóscide.
Esta especie se parece a aedes sollicitans, excepto por sutiles diferencias en las etapas larvaria y adulta. En la etapa larvaria, Ae. taeniorhynchus tiene un tubo de respiración más corto, sus parches de escamas son redondeados en lugar de puntiagudos en las puntas, y las espinas que recubren los bordes de cada parche de escamas son más pequeñas cerca de la base del parche de escamas. En la etapa adulta, Ae. taeniorhynchus es más pequeño y mayormente negro, mientras que Ae. sollicitans es de color marrón dorado. La especie también tiene similitud con Aedes jacobinae, que cae dentro del subgénero Taeniorhynchus debido a su estructura particular de hipopigio, pero se considera una especie distinta porque no tiene marcas en las patas. De manera similar, esta especie también se puede distinguir del Aedes albopictus, comúnmente conocido como mosquito tigre asiático, como aedes taeniorhynchus, a diferencia de aedes albopictus, no tiene marcas en su espalda.

## Distribución
El aedes taeniorhynchus se distribuye ampliamente en América del Norte y del Sur, aunque está más concentrado en las regiones del sur. En el momento del descubrimiento inicial de la mosca, la especie residía en regiones costeras y luego se trasladó gradualmente hacia el resto del continente americano. El análisis del flujo de genes derivado de los datos de microsatélites indicó que los mosquitos ubicados en las Islas Galápagos en la Isla del Pacífico con frecuencia migran entre islas en forma aislada por distancia. La incidencia de los puertos fue un factor importante que contribuyó a la migración, lo que sugiere que el transporte con ayuda humana contribuyó a la migración entre islas.

## Hábitat
El aedes taeniorhynchus reside en hábitats con una fuente de agua temporal, lo que hace que los manglares y las marismas saladas u otras áreas con suelo húmedo sean lugares populares para la puesta de huevos y el crecimiento inmaduro. Estos hábitats son muy variables, pero a menudo tienen una alta salinidad con un contenido de sal soluble observado en el suelo de al menos 1644 ppm. En el caso de condiciones ambientales de sequedad y bajas temperaturas que son desfavorables para la eclosión de los huevos, los huevos pueden permanecer inactivos durante años. Los factores que controlan la escala del crecimiento de A. taeniorhynchus durante la preemergencia dependen de las condiciones ambientales que coincidan con el nivel de humedad y la temperatura. En el sur de Florida, los factores principales son la altura de la marea y la cantidad de lluvia, mientras que los sitios en California dependen únicamente de la altura de la marea. En Virginia, estos factores se limitan a los niveles de lluvia y temperatura. Los factores generalmente favorables pueden volverse negativos en valores extremos, lo que hace que la tasa de supervivencia disminuya. El exceso de agua elimina los huevos de los mosquitos y las temperaturas extremadamente altas pueden provocar la evaporación de la fuente de agua.

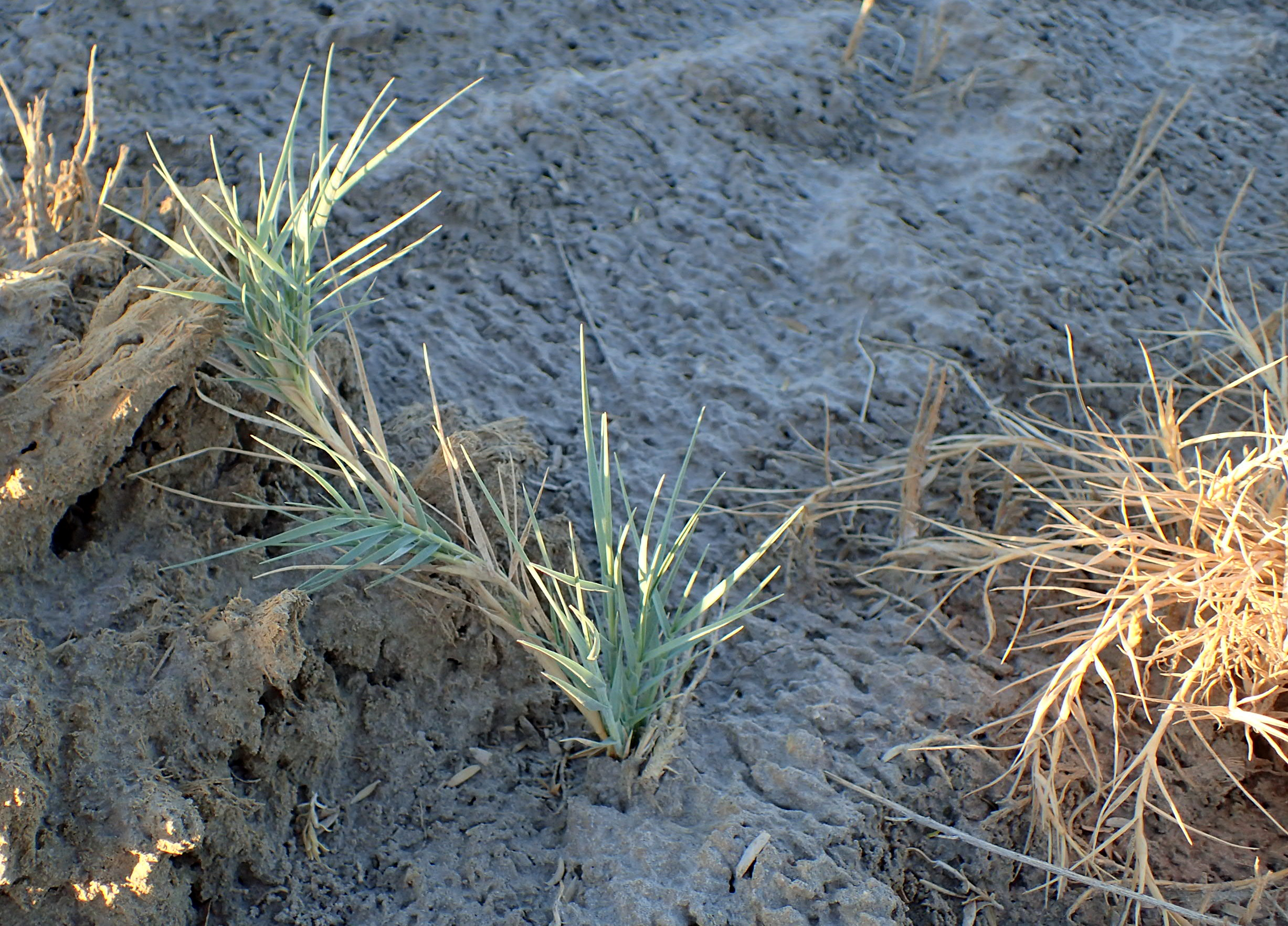
Los sitios de apareamiento de Aedes taeniorhynchus suelen estar en contacto con Distichlis spicata

Los lugares de reproducción de aedes taeniorhynchus a menudo están en contacto con vegetación como Distichlis spicata (hierba de púas) y Spartina patens (heno de pradera salada) en las marismas y Batis maritima (saltwort) y especies del género Salicornia (glassworts) en los manglares. Esta especie de mosquito se encuentra muy cerca de otros mosquitos que residen en marchas. Estos incluyen Aedes sollicitans (mosquito de las marismas del este), Anopheles bradleyi y A. atropos.

## Ciclo de vida
Según estudios de campo de observación, aedes taeniorhynchus lleva a cabo varias tendencias de comportamiento en diferentes etapas de la vida. Se encontró que el crecimiento y la pupación de esta especie se ven afectados por factores ambientales de nutrición, densidad de población, salinidad, luz-oscuridad y temperatura.

### Huevos
Las hembras ponen huevos en tierra seca y la eclosión de los huevos es provocada por la presencia de agua, como lluvia o inundaciones. El rendimiento de la puesta de huevos de las hembras, un indicador de fecundidad, difiere según la dieta: en poblaciones de baja autogenia, las hembras autógenas raras cada una pusieron menos de 30 huevos, mientras que el rendimiento de huevos fue significativamente mayor en poblaciones con mayoría de hembras autógenas. Los huevos puestos en las condiciones adecuadas de temperatura y humedad se someten a embriogénesis y luego permanecen inactivos hasta la eclosión.
 

### Larvas
Tras la eclosión, la especie progresa a través de 4 estadios larvarios: los primeros 3 estadios se ven afectados principalmente por la temperatura, con efectos menores por la salinidad; el cuarto estadio se ve afectado por todos los factores ambientales. En el cuarto estadio, el aumento de alimentos aceleró el tiempo de desarrollo, mientras que el hacinamiento y la salinidad retrasaron el crecimiento. La temperatura preferida para los 4 estadios está entre 30 °C y 38 °C, pero la temperatura promedio preferida aumenta con la edad. El primer estadio prefiere una temperatura promedio de 31,8 °C y el cuarto estadio temprano prefiere una temperatura de 34,6 °.El cuarto estadio tardío, sin embargo, tiene una temperatura preferida más baja que el cuarto estadio temprano, a 33.0 °. Se encontró que las larvas hambrientas tienen un rango de temperatura preferido más amplio que se centra en temperaturas más bajas. Se encontró que las colonias de larvas de laboratorio cultivadas durante años a 27.0 °C prefieren temperaturas consistentemente más bajas. Se observó que las larvas del cuarto estadio beben agua de mar (100 nL / h) y secretan líquido hiperosmótico a través del recto. Ete líquido es similar al agua de mar pero con niveles de potasio 18 veces más altos. Debido a que el líquido secretado no permite el equilibrio osmótico con el líquido ingerido, los estudios sugieren que las papilas anales ayudan en la secreción de sal.

### Pupa
Todos los factores ambientales afectan la pupación con respecto al ritmo diurno del insecto, que tiene un período de 21,5 horas. Los factores que conducen a un mayor período de pupa incluyen la eliminación de los ciclos de luz y oscuridad con condiciones de oscuridad total o luz, aumento de la salinidad y hacinamiento. Estas tendencias continuaron adhiriéndose a una preferencia por temperaturas cercanas a 27 °C o 32 °C. Las pupas también exhiben formación de agregación diferencial debido a estos factores ambientales. Las agregaciones de tipo racimo se forman junto con el apiñamiento temporal y el exceso de comida, mientras que las agregaciones de tipo bola pueden manifestarse por amontonamiento temporal pero falta de alimento. A temperaturas constantes más bajas de 22 °C y 25 °C, pueden formarse agregaciones de tipo racimo, pero temperaturas más altas de 30 ° y 32 °C inhiben la formación de agregaciones. Las agregaciones produjeron pupas con pesos corporales secos ligeramente más pesados y promovieron la sincronización del desarrollo en la ecdisis y una mayor probabilidad de migración en la emergencia.

### Etapas de adulto
Los mosquitos machos y hembras emergen de sus sitios de huevos de manera similar. Permanecen en sus fuentes de agua durante 12-24 horas. Luego, los adultos migran lejos del terreno de puesta de huevos en el transcurso de 1 a 4 días. Los diferentes sexos exhiben una migración diferencial, con la mayoría de las hembras viajando al menos 20 millas (32 km) y la mayoría de los machos viajando no más de 2 millas (3,2 km). La migración femenina sigue un patrón aleatorio sin limitación en la dirección de la migración y la migración ocurre a lo largo de un ciclo de 5 días. Los machos inicialmente viajan con las hembras hasta que llegan a un punto de parada de 1 a 2 millas (1,6 a 3,2 km), donde reemplazan la migración con enjambres.
Los patrones de vuelo se establecen en la etapa adulta y no se ven afectados por patrones de comportamiento de etapas anteriores de la vida. Los adultos comienzan a morder el día 4 y siguen un ciclo de 5 días hasta la muerte. Entre los sexos, la intensidad máxima de las picaduras se produce en las hembras a los 4, 9 y 14 días de edad. Las hembras adultas de mosquitos siguen viviendo y poniendo huevos durante 3 a 4 semanas antes de morir. Aquellos que sobreviven por más tiempo continúan mordiendo pero dejan de poner huevos.

## Transmisión de enfermedades

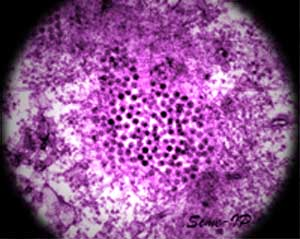
Virus del Nilo Occidental

El aedes taeniorhynchus es portador del virus del Nilo Occidental, virus iridiscente del mosquito, el tipo oriental y occidental de encefalomielitis equina, Virus de la encefalomielitis equina venezolana, y fiebre amarilla virus. Los estudios experimentales también establecieron que la especie es capaz de transmisión mecánica de Bacillus anthracis. Los estudios experimentales sobre virus de la fiebre del Valle del Rift mostraron que infectividad es independiente de la temperatura, pero la diseminación y transmisión viral es más rápida a temperaturas más altas.
Esta especie puede transmitir Dirofilaria immitis, un gusano filarial que puede causar gusano del corazón en perros
 Infección por D. immitis que ocurre a través del establecimiento de parásitos en el aedes taeniorhynchus Túbulos de Malpighi en un proceso que cambia el borde microvillar para impedir el transporte de líquidos. El parásito tarda hasta 48 horas en establecerse en su huésped; el establecimiento puede no ocurrir si el huésped es resistente. También se observó que este parásito se propagaba a los cormoranes no voladores en las Galápagos, y el análisis de flujo genético correlacionó la infección parasitaria con aedes taeniorhynchus patrones de migración y sugiriendo que aedes taeniorhynchu es el vector probable de transmisión.